# اویزدتس (ناحیه اوهرسکه هرادیشتی)
اویزدتس (به چکی: Újezdec) یک منطقهٔ مسکونی در جمهوری چک است که در ناحیه اوهرسکه هرادیشتی واقع شده است. اویزدتس ۳٫۴ کیلومتر مربع مساحت و ۲۱۴ نفر جمعیت دارد و ۳۳۷ متر بالاتر از سطح دریا واقع شده است.